# Belladonna
|  | Aquest article tracta sobre l'actriu porno. Vegeu-ne altres significats a «Belladona». |

Michelle Anne Sinclair, coneguda artísticament com a Belladonna (Biloxi, Mississipi, 21 de maig de 1981) és una actriu porno estatunidenca.
Belladona es va criar a Magna (Utah) i és filla d'un militar retirat de la US Air Force pertanyent a l'església mormona. La jove Belladonna va emigrar a Los Angeles (Califòrnia) per a treballar de model de revistes eròtiques i poc després va decidir acceptar una oferta per debutar en el cinema pornogràfic.
La seva gran habilitat en la pràctica de la fel·lació que li permet introduir-se sencers a la boca penis de grans dimensions fins a l'arrel, la varen catapultar ràpidament cap a l'estrellat en el qual s'ha mantingut gràcies a la seva disposició a abordar les pràctiques més extremes i a l'entusiasme amb què les practica.
Belladonna ha visitat en diverses ocasions Catalunya en ocasió del Festival de Cinema Eròtic de Barcelona que se celebra anualment a la Farga (l'Hospitalet de Llobregat) i durant uns anys va mantenir una relació sentimental amb el conegut actor porno català Nacho Vidal. Davant de la càmera la parella va protagonitzar les escenes més extremes del moment.
Belladonna ha dirigit també films X. Entre les seves realitzacions destaca molt especialment el gonzo The Connasseurs (2004), que inclou una escena amb Ariana Jollee en la qual Belladonna s'insereix un bat de beisbol dins l'anus.
El gener de 2005 va ser mare d'una nena (Myla) fruit de la seva relació amb Aiden Kelly amb qui s'havia casat a l'abril de 2004.